# Рязанова, Светлана Владимировна
Светла́на Влади́мировна Ряза́нова (урожд. Шедько; род. 22 июня 1973, Пермь) — российский религиовед, специалист в области политической мифологии и современной религиозности. Доктор философских наук (2014), профессор кафедры культурологии и философии ПГИК, ведущий научный сотрудник Отдела по исследованию политических институтов и процессов ПФИЦ УрО РАН.

## Биография
Окончила школу № 14 г. Коврова (1990), исторический факультет Пермского государственного университета по специальности «История» (1995), и очную аспирантуру ПермГТУ с защитой кандидатской диссертации «Диалог Запада и Востока и феномен неоориенталистских культов: социально-философский анализ» (1998). В 1997—1998 годах прошла курсы профессиональной переподготовки в Пермском филиале ИППК преподавателей гуманитарных и социальных наук при Уральском государственном университете. С 1998 по 2003 год — ассистент, старший преподаватель, доцент кафедры философии ПГСХА им. Д. Н. Прянишникова, с 2001 по 2002 год исполняла обязанности заместителя заведующего кафедрой.
С 2003 года работала старшим научным сотрудником Пермского филиала Института философии и права УрО РАН, с 2013 года — старший научный сотрудник Пермского научного центра Уральского отделения РАН. В 2003—2012 годах — доцент кафедры истории Древнего мира и Средних веков ПГУ (ПГНИУ), в 2012—2017 годах — доцент кафедры всеобщей истории, с 2017 года — профессор. 27 ноября 2013 года в ЮФУ защитила докторскую диссертацию «Религиозное и светское в эволюции мифологии» (официальные оппоненты В. С. Глаголев, С. В. Поросенков и М. Ю. Смирнов).
В 2005 году участвовала в научном семинаре «Политические институты и процессы в странах СНГ» при Карловом университете (Прага), в 2006 году — в научном семинаре по нормативному предпринимательству при Центре международных исследований (Париж). В 2009 году прошла краткосрочное обучение при Центрально-Европейском университете (Будапешт) по теме «Вызовы в изучении религии в мультиконфессиональных обществах». В 2014—2015 годах также — профессор НИУ ВШЭ, в 2015—2016 годах — профессор кафедры религиоведения Казанского федерального университета.
Член Российского общества исследователей религии (2002) и Евразийской сети политических исследований (2004). С 2014 года руководит Мастерской по исследованию религии при Пермском научном центре УрО РАН, является научным консультантом аспирантов и соискателей. Автор более 90 научных и учебно-методических публикаций по проблемам архаической и современной мифологии, философии и социологии религии, взаимовлияния религии и политики. Проводит религиоведческие экспертизы.
Была замужем за философом И. В. Рязановым. Сын — Владимир (род. 1998).

## Основные работы
Книги
- «Традиционное политическое сознание: эволюция мифологем» (2004);
- «Архаические мифологемы в политическом пространстве современности» (2009);
- «Феномен женской религиозности: гендерный аспект» (Пермь, 2011; в соавт. с А. В. Михалевой);
- «Вот люди-то там стоят, а ты не можешь»: посещение церкви в современном пермском православном сообществе / Перм. гос. ин-т культуры. — Пермь, 2018. — 172 с.

Статьи
- Роль «новых культов» в возрождении национальной культуры. // Материалы межрегиональной научно-практической конференции «Национальная культура и языки народов Прикамья: возрождение и развитие. (К 200-летию образования Пермской губернии)». Пермь, 1997;
- О российском менталитете как возможной предпосылке диалога культур. // Материалы III международной научной конференции «Славянский мир в контексте диалога культур». Пермь, 1998;
- Религии Востока в реформирующейся России: поиск нового пути развития культуры. // «Проблемы социализации личности в период экономической нестабильности». Материалы Всероссийской научно-практической конференции. Березники, 1999;
- Рязанова С. В. Рязанов И. В. Власть мифа и миф о власти // Дискурс-Пи: Науч.-практ. альм.- Екатеринбург, 2003. — Вып. 3. — С. 89-91;
- Новые религии как продукт и пространство диалога культур. // Труды II Казанской научно-богословской конференции «Конец мировой истории» и современное состояние общественного сознания". Казань, 2003;
- Новые религии и политика. // Панорама исследований политики Прикамья. Вып. 2. Пермь, 2004;
- Мифология Месопотамии как хронотоп. // Вестник Пермского университета. Вып. 5. «История». Пермь, 2004;
- Божество-космократ как образец идеального правителя // Антиномии: Научный ежегодник Института философии и права УрО РАН). — Екатеринбург, 2005. — Вып. 5. — С. 219—234;
- О месте «новых религий» в конфессиональной картине мира. // Тезисы докладов и выступлений IV Российского философского конгресса «Философия и будущее цивилизации». М., 2005;
- Миф и политика: логика взаимоотношения (теоретическая модель и российские реалии). // Политическая наука и политические процессы в Российской Федерации и новых независимых государствах. Екатеринбург, 2005;
- Особенности конфессиональной ситуации в Прикамье. // Материалы международной научно-практической конференции «Административно-территориальные реформы в России. К 225-летию учреждения Пермского наместничества». Пермь, 2006;
- Горак С., Рязанова С. В. Мифологическое и религиозное в идеологии постсоветского Туркменистана. // Политическая наука и политические процессы в Российской Федерации и новых независимых государствах. Екатеринбург, 2006;
- Миф о машине в культуре Запада // Антиномии: Научный ежегодник Института философии и права УрО РАН). — 2007. — Вып. 7. — С. 144—158;
- Мифология Египта как традиционная модель // Вестник Пермского университета. Серия «История». Пермь, 2007;
- Конфессиональное пространство армянской общины Прикамья: основные параметры // Вестник ПГИИК. 2008. № 6. С. 83—92;
- Новые религии и политические модели: выбор идеального будущего // Вестник Пермского университета. Серия «Политология». — Пермь, 2009;
- Социальный миф в пространстве гуманитарного знания: научный потенциал понятия // Религиоведение. 2010. № 1. С. 78—89;
- Особенности пантеона в традиционных мифологических системах // Вестник Пермского университета. Серия «История». 2010. № 2;
- Марксизм как вариант социальной мифологии // Вестник Вятского ГГУ. 2010, № 4 (4). С. 37—44;
- Политическая мифология в современном Узбекистане // Россия и мусульманский мир. 2010, № 8;
- Женская религиозность как исследовательский феномен // Вестник ЧелГУ. 2011. № 30. С. 21—26;
- Особенности религиозности верующих женщин разных конфессий (на материале Пермского края) // Вестник Вятского ГГУ. 2011. Т. 2. № 2;
- Политическая мифология как актуальная проблема гуманитарных дисциплин // Общественные науки и современность. 2011. № 1;
- Светские формы современной религиозности: эволюция социального мифа // Антиномии: Научный ежегодник Института философии и права УрО РАН). — Екатеринбург, 2011. — Вып. 11. — С. 64—79;
- Религиозное окружение верующих женщин как фактор формирования и реализации конфессиональных представлений // Вестник КемГУ. 2011. № 2. С. 182—186 (Государство, религия, церковь в России и за рубежом);
- Миф в его соотношении с религиозным и светским типами мировоззрения // Антиномии: Научный ежегодник Института философии и права УрО РАН). — Екатеринбург: УрО РАН, 2012. — Вып. 12. — С. 123—136;
- Рязанова С. В., Черных А. В. Миграционные процессы в среде мусульман как фактор формирования конфессиональной картины региона (на примере Урало-Поволжья) // Антиномии: Научный ежегодник Института философии и права УрО РАН). — Екатеринбург: УрО РАН, 2012. — Вып. 12. — С. 379—382;
- Роль теории архетипов в анализе мифа // Вестник Пермского университета. Серия «История». 2012. № 3. С. 7—16;
- Структура современного религиозного сознания: общее и особенное // Вестник НГУ. Серия: Философия. 2012. Т. 10, вып. 3. С. 197—204;
- О роли архетипических образов в мифологии нацизма. // Вестник Московского университета. Сер. 7 «Философия». 2012. № 3. С. 93—102;
- Категориальный аппарат религиоведения: принципы, границы, парадигмы // Антиномии: Научный ежегодник Института философии и права УрО РАН). — Екатеринбург, 2013. — Т. 13. Вып. 1. — С. 37—50;
- Русское православие в современном обществе // Антиномии: Научный ежегодник Института философии и права УрО РАН). — 2014. — Т. 14. Вып. 4. — С. 35—49;
- Рязанова С. В., Зубарева Е. А. Православный верующий Прикамья: XX—XXI вв. // Научный результат. Социология и управление. 2014;
- Рязанова С. В., Теленков А. В. Общее и особенное в мифе об Урале // Вопросы культурологии. 2014. № 11. С. 43—47;
- Реализация принципа свободы совести: уровни существования мифа // Вестник ЛГУ имени А. С. Пушкина. 2014. № 4. Т. 2 «Философия». С. 181—188;
- Специфика мифа как культурной формы // Вестник Пермского научного центра УрО РАН. 2014. № 4. С. 37—44;
- Региональное православие: логика эволюции (Пермский край) // Вестник Санкт-Петербургского университета. Философия и конфликтология. 2015;
- Писманик М. Г., Рязанова С. В. Религии Пермского края и их взаимодействие // Интегративная перспектива в гуманитарных науках // Журнал ПГАИК. 2015. № 1;
- Рязанова С. В. Цолова А. И. Современное «неоязычество»: классификация, специфика и локальные варианты // Вестник Московского университета. Сер. 7. Философия. 2015. № 1. С. 96—106;
- Клюева В. П., Рязанова С. В. Молитвенные практики в пятидесятнической среде: религиозная коммуникация «по вертикали» // Вестник ПСТГУ. Серия I: Богословие. Философия. 2016. Вып. 2 (64). С. 90-102. DOI: 10.15382/sturI201664.90-102
- Выбор Православия в условиях мировоззренческого плюрализма (Пермский край) // Вестник ПСТГУ. Серия I: Богословие. Философия. 2018. Вып. 76. С. 130—144. DOI: 10.15382/sturI201876.130-144
- Православный епископ как персонаж, миф и симулякр в высказываниях пермских верующих // Научный результат. Социология и управление. — 2018. — Т. 4, № 3.
- Прикамье в период обновленческих реформ: выбор между традицией и новацией // Вестник Пермского университета. Серия: История. — 2018. -№ 2 (41).
- Роль регионального фактора в формировании локальной конфессиональной ситуации // Вестник Пермского федерального исследовательского центра. — 2019. — № 1.
- Закрытое религиозное сообщество: стратегия складывания и принципы функционирования // Социологическая наука и социальная практика. — 2020. — Т. 8. — № 2. — С. 86—100. DOI: 10.19181/snsp.2020.8.2.7306
- Официальная религиозная жизнь православного Прикамья в документах фонда уполномоченного по делам религий // Технологос. — 2022. — № 1. — С. 48-62. DOI: 10.15593/perm.kipf/2022.1.04
- Митрофанова А. В., Рязанова С. В., Пляйс Я. А. Место как палимпсест событий и интерпретаций в политике памяти (на примере музея «Следственная тюрьма НКВД») // Известия Тульского государственного университета. Гуманитарные науки. — 2022. — № 2. — С. 3—16. https://doi.org/10.24412/2071-6141-2022-2-3-16
- Рязанова С. В., Митрофанова А. В. Палитра мест памяти о политических репрессиях: монументы и контрмонументы // Вестник Пермского университета. История. — 2022. № 3(58) — С. 152—162.
- Рязанова С. В. К вопросу о конструировании социальной памяти: антропология музея «Пермь-36» // Вестник археологии, антропологии и этнографии. — 2023. — № 2 (61).- С. 207—216.
- Рязанова С. В., Митрофанова А. В. Исправительно-трудовая колония «Пермь 36» в памяти жителей окрестных деревень // Социологические исследования. — 2023. — № 7. — С. 117—126.
- Anastasia V. Mitrofanova, Svetlana V. Riazanova The Zone: Remembering the Political repression Camp «Perm-36» // The Legacies of Soviet Repression and Displacement.The Multiple and Mobile Lives of Memories / Ed. by SamiraSaramo, Ulla Savolainen. — London and New York: Routledge, 2023 — Рр. 94—113.